# Marsat
 (novembre 2016).
Marsat est une commune française, située dans le département du Puy-de-Dôme en région d'Auvergne-Rhône-Alpes.
Elle fait partie de l'unité urbaine de Riom et d'une manière plus large de l'aire d'attraction de Clermont-Ferrand.
Les habitants sont appelés les Marsadaires.

## Géographie

### Localisation
Marsat est située au sud-ouest de Riom, et à 15 km au nord de Clermont-Ferrand, chef-lieu du département.
Quatre communes sont limitrophes :
|          | Mozac      | Riom |
|          | Marsat     |      |
| Malauzat | Châteaugay |      |

### Hydrographie
La commune est traversée par le ruisseau de Mirabel.
Le ruisseau de Mirabel coule dans le vallon de Mirabel, de l'ouest vers l'est. Il se situe au sud du bourg.
Le ruisseau de La Palle lui traverse le bourg. Il prend sa source à l'ouest à 2 km du centre bourg, et est une résurgence de l'impluvium de Volvic.

### Voies de communication et transports
Le territoire communal est traversé par les routes départementales 83 (reliant Riom à Volvic par le centre-bourg), 405 (toujours par le centre-bourg) et 446, cette dernière permettant de rejoindre Clermont-Ferrand.
Depuis le 3 septembre 2018, Marsat est desservie par la ligne 2 du réseau RLV Mobilités. Cette ligne relie Volvic à la zone d'activités des Portes de Riom via Saint-Genès-l'Enfant et la gare SNCF de Riom.

### Climat
Pour des articles plus généraux, voir Climat d'Auvergne-Rhône-Alpes et Climat du Puy-de-Dôme.
En 2010, le climat de la commune est de type climat océanique dégradé des plaines du Centre et du Nord, selon une étude du Centre national de la recherche scientifique s'appuyant sur une série de données couvrant la période 1971-2000. En 2020, Météo-France publie une typologie des climats de la France métropolitaine dans laquelle la commune est exposée à un climat de montagne ou de marges de montagne et est dans la région climatique Nord-est du Massif Central, caractérisée par une pluviométrie annuelle de 800 à 1 200 mm, bien répartie dans l’année.
Pour la période 1971-2000, la température annuelle moyenne est de 11,1 °C, avec une amplitude thermique annuelle de 16,3 °C. Le cumul annuel moyen de précipitations est de 736 mm, avec 10 jours de précipitations en janvier et 6,7 jours en juillet. Pour la période 1991-2020, la température moyenne annuelle observée sur la station météorologique de Météo-France la plus proche, « Sayat_sapc », sur la commune de Sayat à 6 km à vol d'oiseau, est de 11,2 °C et le cumul annuel moyen de précipitations est de 776,1 mm,. Pour l'avenir, les paramètres climatiques de la commune estimés pour 2050 selon différents scénarios d'émission de gaz à effet de serre sont consultables sur un site dédié publié par Météo-France en novembre 2022.

## Urbanisme

### Typologie
Au 1er janvier 2024, Marsat est catégorisée ceinture urbaine, selon la nouvelle grille communale de densité à sept niveaux définie par l'Insee en 2022.
Elle appartient à l'unité urbaine de Riom, une agglomération intra-départementale regroupant six  communes, dont elle est une commune de la banlieue,,. Par ailleurs la commune fait partie de l'aire d'attraction de Clermont-Ferrand, dont elle est une commune de la couronne,. Cette aire, qui regroupe 209 communes, est catégorisée dans les aires de 200 000 à moins de 700 000 habitants,.

### Occupation des sols
L'occupation des sols de la commune, telle qu'elle ressort de la base de données européenne d’occupation biophysique des sols Corine Land Cover (CLC), est marquée par l'importance des territoires agricoles (46,4 % en 2018), en diminution par rapport à 1990 (52,3 %). La répartition détaillée en 2018 est la suivante : 
forêts (35,2 %), zones agricoles hétérogènes (30,7 %), zones urbanisées (17,8 %), cultures permanentes (11,4 %), prairies (4 %), milieux à végétation arbustive et/ou herbacée (0,5 %), terres arables (0,3 %). L'évolution de l’occupation des sols de la commune et de ses infrastructures peut être observée sur les différentes représentations cartographiques du territoire : la carte de Cassini (XVIIIe siècle), la carte d'état-major (1820-1866) et les cartes ou photos aériennes de l'IGN pour la période actuelle (1950 à aujourd'hui).

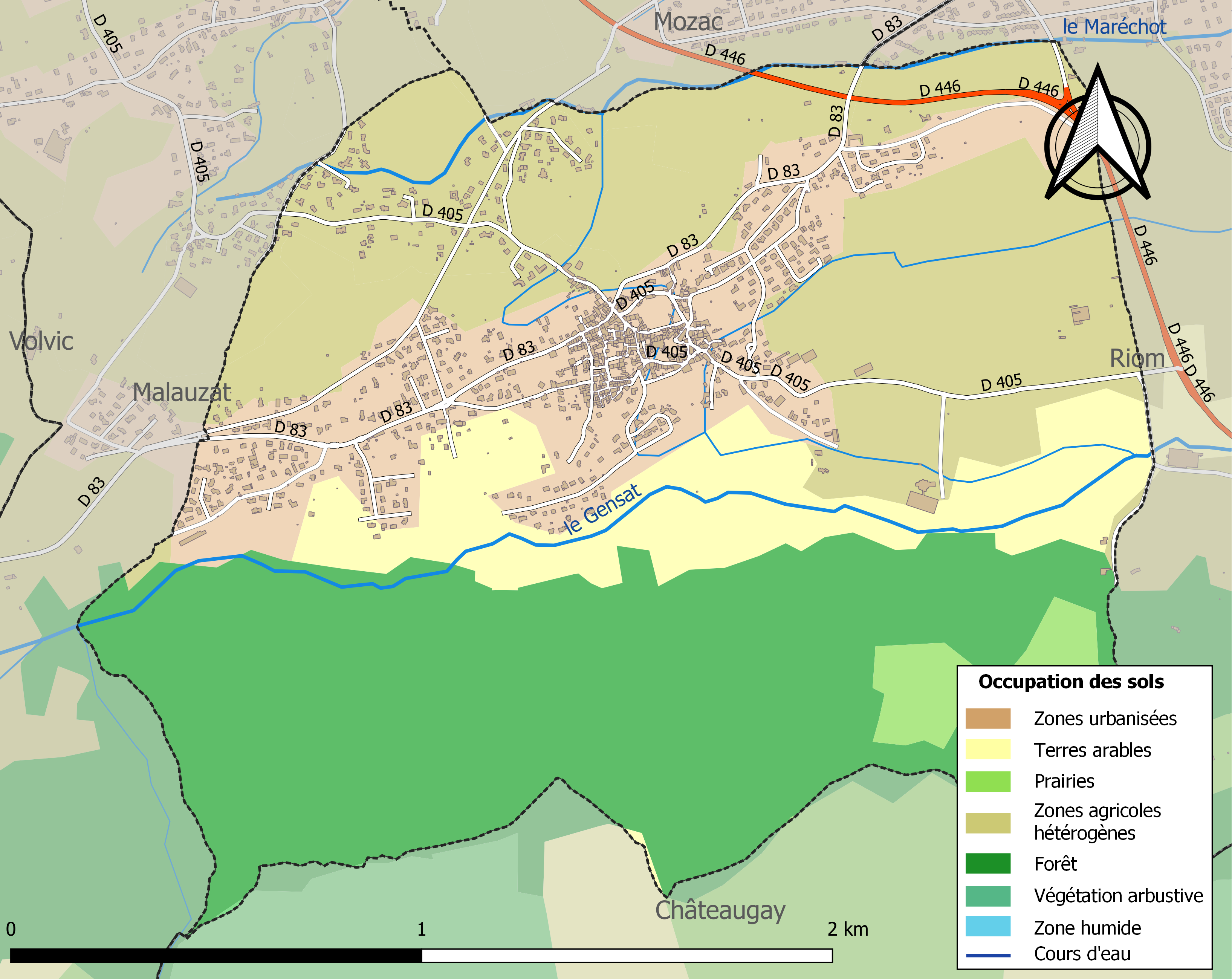
Carte des infrastructures et de l'occupation des sols de la commune en 2018 (CLC).

## Toponymie
L'origine du nom de Marsat connaît plusieurs thèses qui ont été proposées et défendues. Néanmoins aucune ne fait autorité.
- Version Sidoine Apollinaire : Martialis (lieu choisi par les Romains pour y établir leur quartier d’hiver).
- Version de saint Martin : en 525, saint Martin fonde un monastère arverne pour abriter de précieuses reliques ; il l’appelle aussitôt Marciacus ;
- Version donnée par les celtisants et peut-être la plus plausible Marsac : cette version prend ses racines dans Mar et Ac ce qui signifierait : « terroir où coulent les eaux abondantes ».
- D’autres appellations : Marzacum ; Martiaco sont également évoquées.

Ces différentes versions ont vraisemblablement conduit à l'appellation actuelle de Marsat. Dans tous les cas au VIe siècle, Grégoire de Tours rend visite à Marsat.

## Histoire

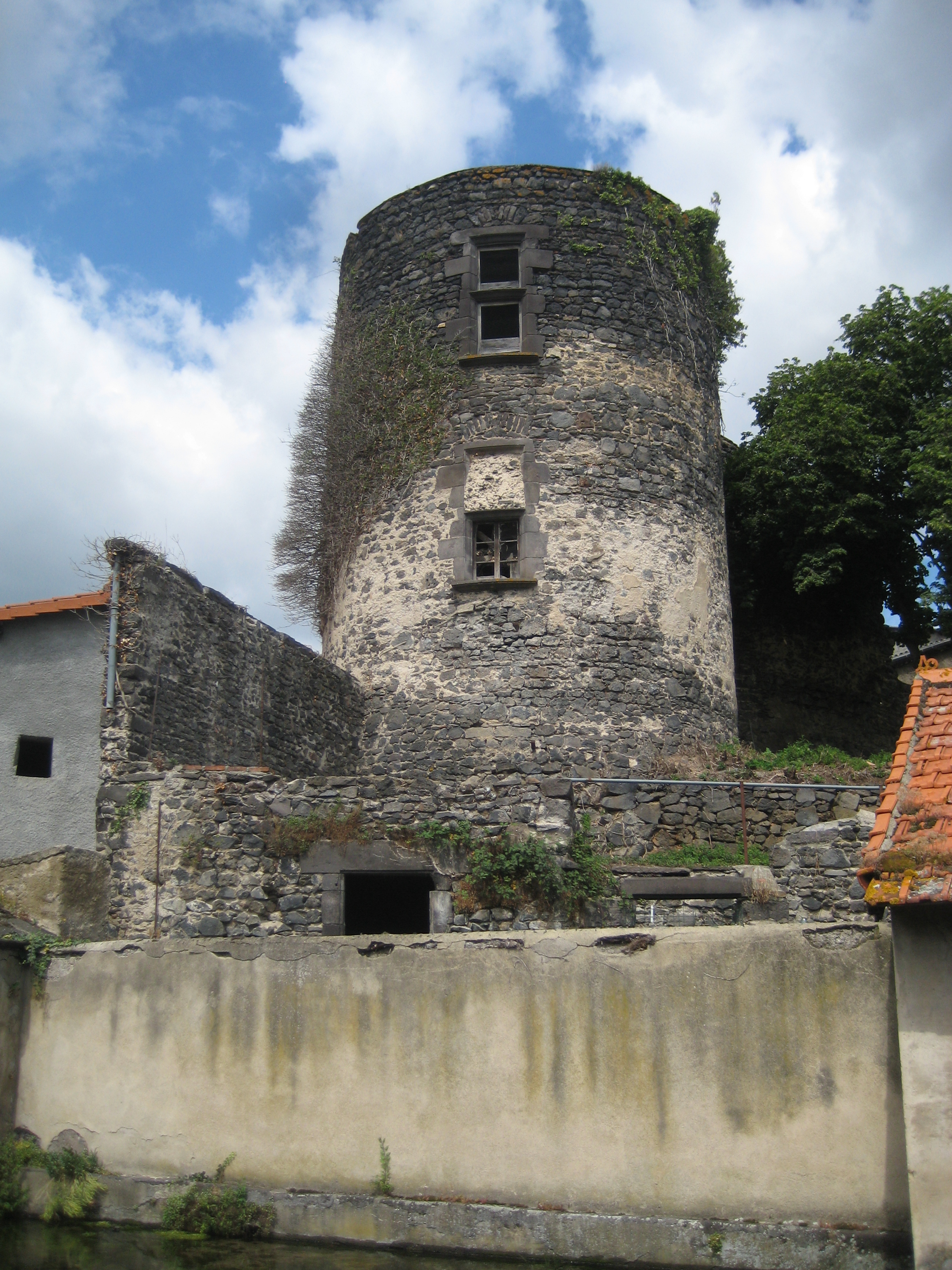
Tour du château de Marsat.

L'historien local François Morel, dans un de ses ouvrages, donne une définition de Marsat assez surprenante. En effet, il écrivait « À en regarder ses maisons à toitures plates et son clocher couvert de tuiles creuses, Marsat ressemble à un petit bourg d’Ombrie ou de Toscane ». Toutefois il s’empressait d’ajouter « Mais, à en explorer ses vestiges en pierre de Volvic et son passé religieux, Marsat renvoie à l’histoire d’une cité du royaume de France convoitée par bien des seigneurs locaux ».
Marsat qui, au fil des décennies, s’est transformé mais est resté un village auvergnat typique et historique avec :
- deux tours de son château qui restent visibles. Si une de ces tours est encore relativement intacte la deuxième est plus abîmée ;
- le couvent des Bénédictines qui avait subi les vicissitudes de la Révolution et de l’usure du temps et laissé à l’abandon a été en partie restauré ;
- le lavoir toujours intact ;
- quelques anciennes et somptueuses demeures.

Il est classé « site clunisien » et est riche d’un patrimoine religieux hors du commun. En effet, l’Église Notre-Dame de l'Assomption, ancienne église prieurale et paroissiale des XIIe et XVe siècles, abrite :
- une Vierge noire du XIIe siècle, veille sur ce lieu saint.
- une croix de cristal reliquaire datant du XVIIe siècle protège en son centre une épine de la couronne du Christ, relique très rare puisqu’il n’en existe que trois en Europe.
- une roue de cire qui symbolise la reconnaissance de la ville de Riom à la Vierge Marie de Marsat.

La commune de Marsat a également restauré le couvent que la Révolution de 1789 et l’usure du temps avaient laissé à l’abandon.

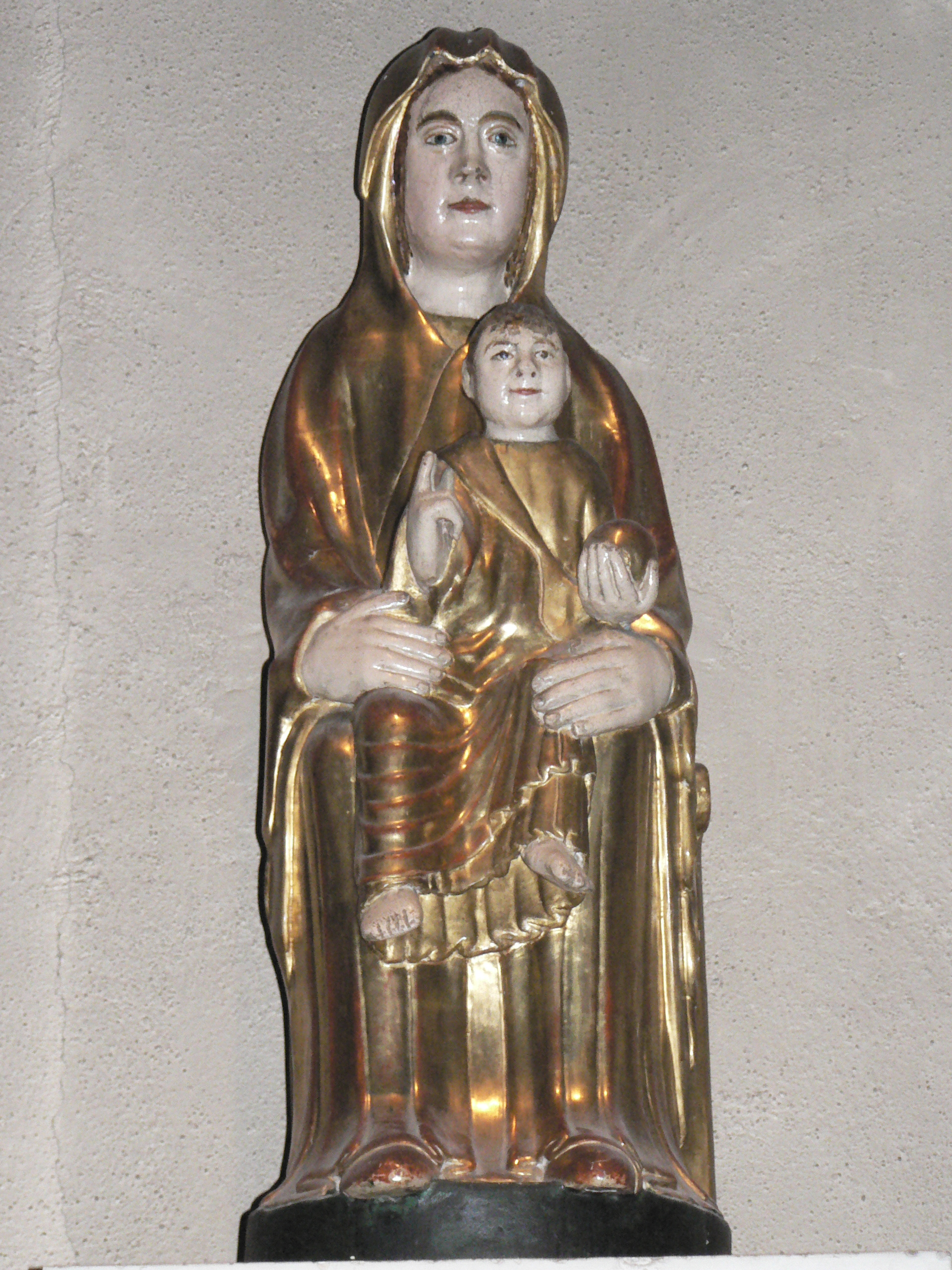
Vierge à l'Enfant romane de l'église Notre-Dame de Marsat.

La commune de Marsat adhère à la Fédération des sites clunisiens depuis 2000, association européenne qui s'occupe de la promotion des sites historiques qui dépendaient de l'ordre de Cluny éteint à la Révolution.
Le couvent des moniales Notre-Dame de Marsat était un prieuré qui dépendait de l'abbaye de Mozac avant la Révolution.

### Moyen Âge

#### Louis XI
En 1440, Louis XI de France, encore dauphin du roi Charles VII, rejoint la Praguerie : révolte des grands seigneurs mécontents qui considèrent leurs responsabilités insuffisantes. C'est à Cusset (alors en Auvergne, aujourd'hui dans l'Allier) que cette fronde est vite matée et Louis XI offre sa soumission au roi.
Une fois roi, Louis XI doit, à son tour, lutter contre ligue du Bien public, contestataires féodaux qui s'opposent au roi.
C'est à ce titre qu'il se rend à Riom pour combattre ces ligueurs. Et pendant son séjour il se rend à l'église de Marsat où il prie la Vierge. Il semble être entendu puisque c'est à Aigueperse qu'il signe un accord de réconciliation avec les princes ligueurs.
Heureux que la paix, avec les princes, soit revenue Louis XI remercie par lettre la Vierge qu'il a tant priée et demande que soit dit tous les matins à Marsat, par un chapelain, une messe perpétuelle. Par ailleurs il attribue une rente annuelle de 50 livres tournois.
En passant par l'abbaye de Mozac, le roi Louis XI est arrivé à l'église de Marsat le dimanche 23 juin 1465, afin de remercier Notre Dame. Menacée par la ligue du Bien public, l'armée royale avait dû lutter contre les Bourbons. Toutefois, le roi a réussi, après les batailles, à obtenir leur fidélité entière, notamment celle de Pierre de Beaujeu, futur gendre. Aussitôt quitté Marsat, toute l'armée réunie a fait diligence, jusqu'à Paris.

Le roi n'a pas oublié de cette église Notre-Dame pour laquelle il avait ordonné 50 livres tournois de don par an, afin que le chapelain Claude Benoît puisse célébrer quotidiennement la messe. En 1469, le roi Louis XI a expédié une lettre au receveur ordinaire de Montferrand  à cause du payement insuffisant : 

« De par le roy. Receveur ordinaire de Montferrand, nous avons despieca fonde en l'eglise de Nostre Dame de Marsac (sic), pres Rion, une messe chacun jour a nostre devocion, et pour la fondacion d'icelle avons constitue et assigne sur la valleur de nostre demaine de vostre recepte la somme de cinquante livres tournois par chacun an. Et combien que nostre bien ame chappelain Glaude Benoist, presbtre, ait celebree ladite messe et qu'il face tres bien son devoir de desservir ladite fondacion, ainsi qu'il nous a este dit et remonstre, neantmoins il n'a peu ne ne peut estre entierement paie desdites cinquante livres tournois, ...... Et soiez seur que vous n'y aurez aucun dommaige ; et pour ce n'y faictes plus de difficulte, ou autrement nous ne serons pas contens de vous et donnerons provision pour vous contraindre a paier tout ce que vous en pouriez devoir. Donne a Amboyse, le XXVIIe jour de juillet. LOYS. BOURRE. (secrétaire). »

### Époque contemporaine
Marsat, absent de zone industrielle ou artisanale et dépourvu de commerçants à l’exception d’un bar/restaurant et d'un salon de coiffure, est devenu une banlieue résidentielle de l’agglomération de Riom.
Le 14 août 2004, environ 500 militants anti-OGM du Collectif des faucheurs volontaires ont détruit l'après-midi deux parcelles de maïs transgénique (cinq hectares) à Marsat. Plusieurs élus y ont participé tandis qu'une contre-manifestation d'agriculteurs pro-OGM était organisée également à Marsat.

## Politique et administration

### Découpage territorial
Marsat fait partie depuis 2018 de la communauté d'agglomération Riom Limagne et Volcans et depuis 2014 du canton de Châtel-Guyon.
La commune dépendait en 1793 du district de Riom et du canton de Riom, puis en 1801 de l'arrondissement de Riom et du canton de Riom-Ouest.
Le redécoupage des cantons de 2014 concerne l'ensemble des communes du département ; depuis les élections départementales de 2015, la commune est rattachée au canton de Châtel-Guyon.
Marsat faisait partie de la communauté de communes Riom-Communauté, laquelle a fusionné le 1er janvier 2017 avec les communautés de communes de Limagne d'Ennezat et de Volvic Sources et Volcans. Cette proposition de fusion, actée par la préfecture, a été approuvée par le conseil municipal le 2 décembre 2015. Le 1er janvier 2018, la communauté de communes Riom Limagne et Volcans est devenue communauté d'agglomération sous le nom de Riom Limagne et Volcans.

### Liste des maires
| Période                                  | Période                    | Identité               | Étiquette | Qualité |
| ---------------------------------------- | -------------------------- | ---------------------- | --------- | --- |
| Les données manquantes sont à compléter. |                            |                        |           | |
| mars 2001                                | mars 2006                  | Paul Noton             | DVD       | Vice-président de Riom-Communauté                                                                                               |
| mars 2006                                | 25 mai 2020                | Jacques Vigneron       | DVD       | 6e vice-président de Riom-Communauté, chargé du tourisme (2014-2016)                                                            |
| 25 mai 2020                              | En cours (au 25 août 2020) | Anne-Catherine Lafarge | DVG       | Infirmière à domicile Vice-présidente de Riom Limagne et Volcans déléguée à la santé et à la démographie médicale (depuis 2020) |

### Instances judiciaires
Marsat dépend de la cour d'appel de Riom, du tribunal de proximité de Riom et des tribunaux judiciaire et de commerce de Clermont-Ferrand.

## Population et société

### Démographie
L'évolution du nombre d'habitants est connue à travers les recensements de la population effectués dans la commune depuis 1793. Pour les communes de moins de 10 000 habitants, une enquête de recensement portant sur toute la population est réalisée tous les cinq ans, les populations de référence des années intermédiaires étant quant à elles estimées par interpolation ou extrapolation. Pour la commune, le premier recensement exhaustif entrant dans le cadre du nouveau dispositif a été réalisé en 2008.

En 2022, la commune comptait 1 452 habitants, en évolution de +9,83 % par rapport à 2016 (Puy-de-Dôme : +2,1 %, France hors Mayotte : +2,11 %).
| 1793 | 1800 | 1806 | 1821 | 1831 | 1836 | 1841 | 1846 | 1851 |
| ---- | ---- | ---- | ---- | ---- | ---- | ---- | ---- | ---- |
| 753  | 751  | 812  | 714  | 725  | 808  | 798  | 766  | 749  |

| 1856 | 1861 | 1866 | 1872 | 1876 | 1881 | 1886 | 1891 | 1896 |
| ---- | ---- | ---- | ---- | ---- | ---- | ---- | ---- | ---- |
| 746  | 725  | 705  | 665  | 711  | 659  | 687  | 675  | 651  |

| 1901 | 1906 | 1911 | 1921 | 1926 | 1931 | 1936 | 1946 | 1954 |
| ---- | ---- | ---- | ---- | ---- | ---- | ---- | ---- | ---- |
| 626  | 608  | 630  | 585  | 577  | 532  | 558  | 598  | 613  |

| 1962 | 1968 | 1975 | 1982 | 1990  | 1999  | 2006  | 2008  | 2013  |
| ---- | ---- | ---- | ---- | ----- | ----- | ----- | ----- | ----- |
| 591  | 643  | 807  | 989  | 1 062 | 1 137 | 1 188 | 1 203 | 1 225 |

| 2018  | 2022  | - | - | - | - | - | - | - |
| ----- | ----- | - | - | - | - | - | - | - |
| 1 399 | 1 452 | - | - | - | - | - | - | - |

### Enseignement
Marsat dépend de l'académie de Clermont-Ferrand.
Les élèves commencent leur scolarité à l'école élémentaire publique de la commune. Ils la poursuivent à Riom, au collège Pierre-Mendès-France puis aux lycées Virlogeux ou Pierre-Joël-Bonté.

### Associations
La Société des Amis de Marsat participe à la promotion du patrimoine, à la recherche et à la conservation numérisée de documents historiques sur la commune de Marsat avec l'aide des habitants.

## Culture locale et patrimoine

### Lieux et monuments
Marsat compte plusieurs monuments protégés au titre des monuments historiques :
- L'église Notre-Dame de l'Assomption de Marsat construite entre le Xe siècle et le XVIIIe siècle. L'église initiale était l'ancien prieuré bénédictin (sa nef nord actuelle)[30]. L'église est mentionnée par Grégoire de Tours entre 537 et 590[30]. Au VIIe siècle, l'évêque Saint-Priest y fonda un monastère de femmes qui, en 1165, adopta la règle de saint Benoît, dans l'obédience de l'abbaye proche de Mozat[30], ce monastère ne disparaissant qu'à la Révolution. La relique principale du trésor était alors la ceinture de la Vierge, dont l'existence a été constatée en 1698 par l'évêque de Clermont[30]. L'église va subir de nombreuses modifications et ajout au cours des siècles, son clocher octogonal actuel datant du XVIIIe siècle ou XIXe siècle[30]. Les bâtiments claustraux de l’ancien prieuré de femmes de Marsat constitue une part importante des habitations du centre bourg. L'église est inscrite au titre des monuments historiques le 19 février 1971[30].

- Le monastère des Bénédictines de Marsat, inscrit au titre des monuments historiques le  4 avril 1931[31].

- La Vieille Tour, vestige de l'ancien château de Marsat dont la construction date du Moyen Âge et inscrite au titre des monuments historiques par arrêté du 12 novembre 1926[32].

- La maison Ducorail, une maison de plaisance inscrite au titre des monuments historiques par arrêté du 10 février 1997[33].

- La fontaine de Marsat, aussi dénommée chapelle de la Source Notre-Dame de Pitié, est une fontaine du XVIe siècle et inscrite au titre des monuments historiques par arrêté du 12 novembre 1926[34].

- La croix de Marsat, croix monumentale en pierre de Volvic, située juste derrière l'église et inscrite au titre des monuments historiques par arrêté du 20 octobre 1913[35].

- La croix de carrefour de Marsat, croix de carrefour classée au titre des monuments historiques par arrêté du 26 juin 1963[36].

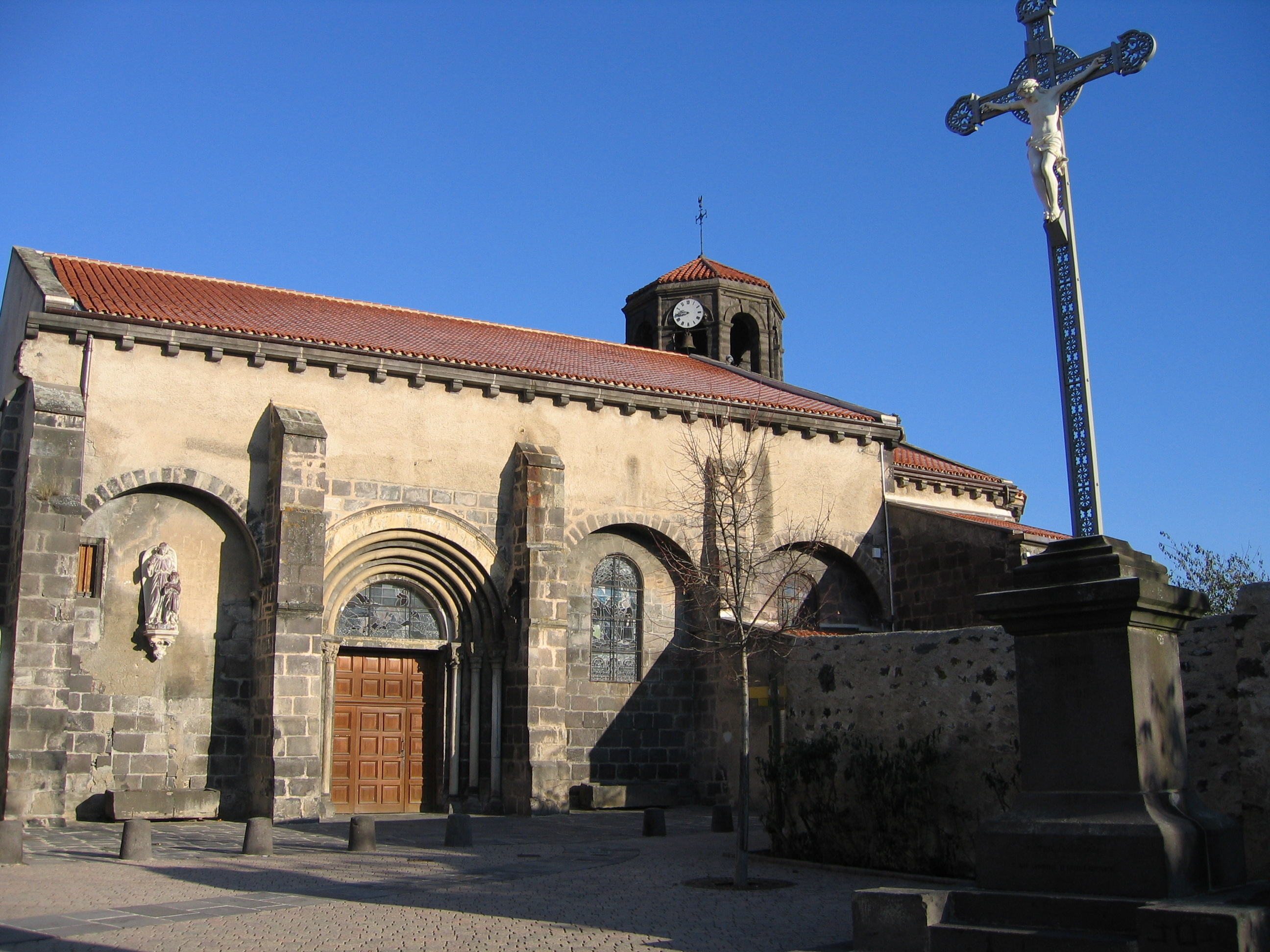
Église Notre-Dame de l'Assomption de Marsat en 2006.
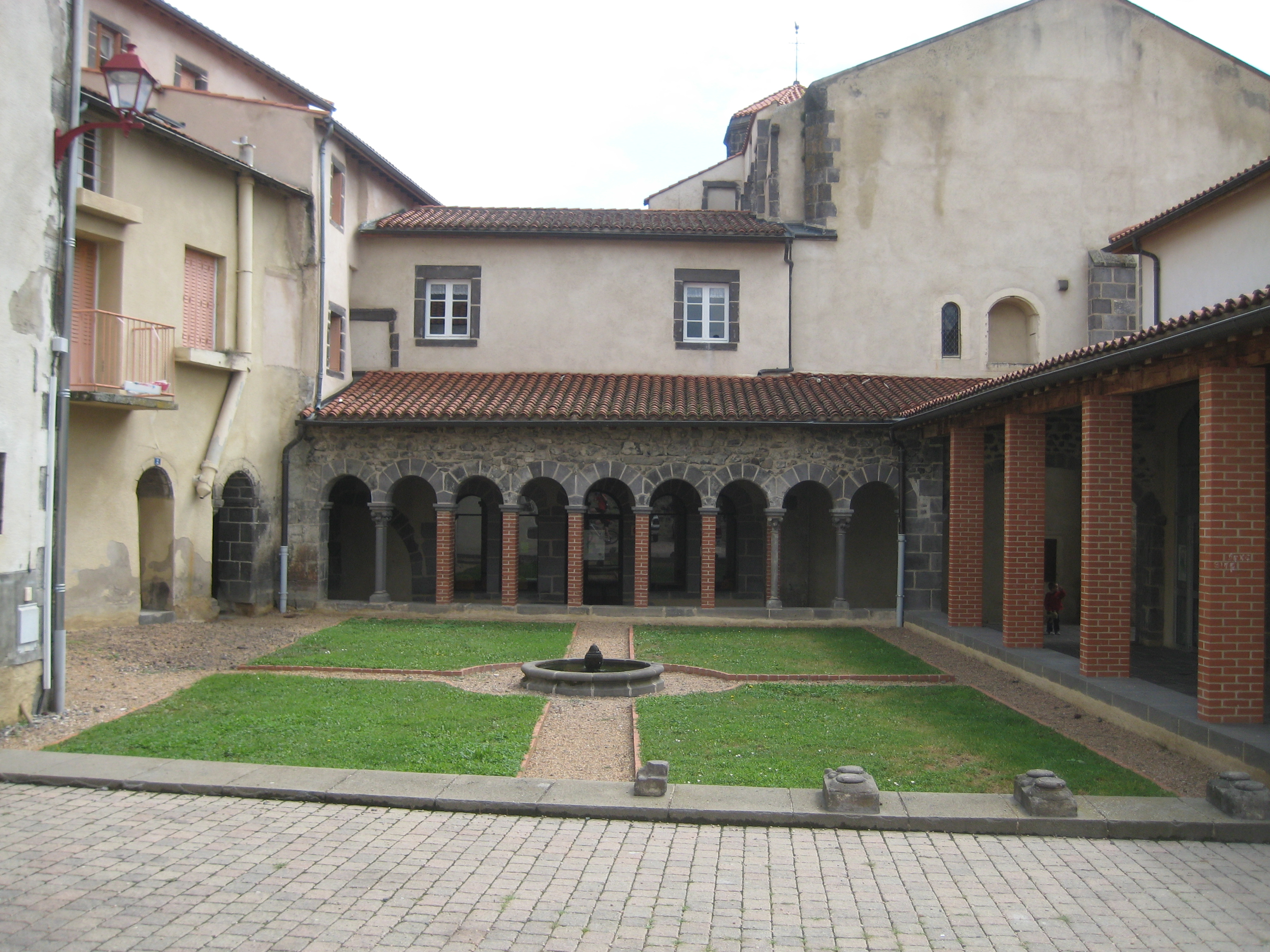
Monastère des Bénédictines de Marsat en 2011.
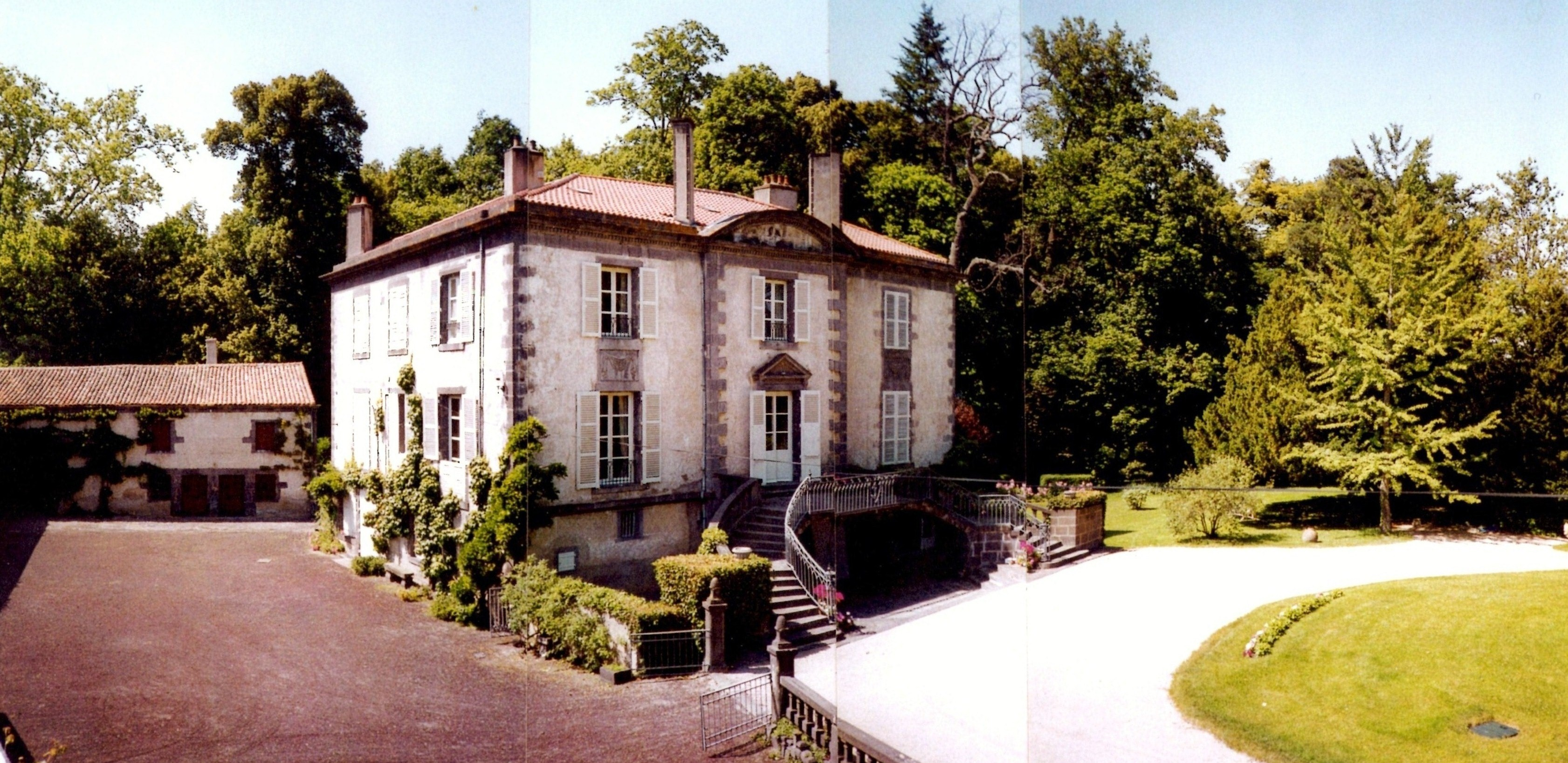
Maison Ducorail en 2012.
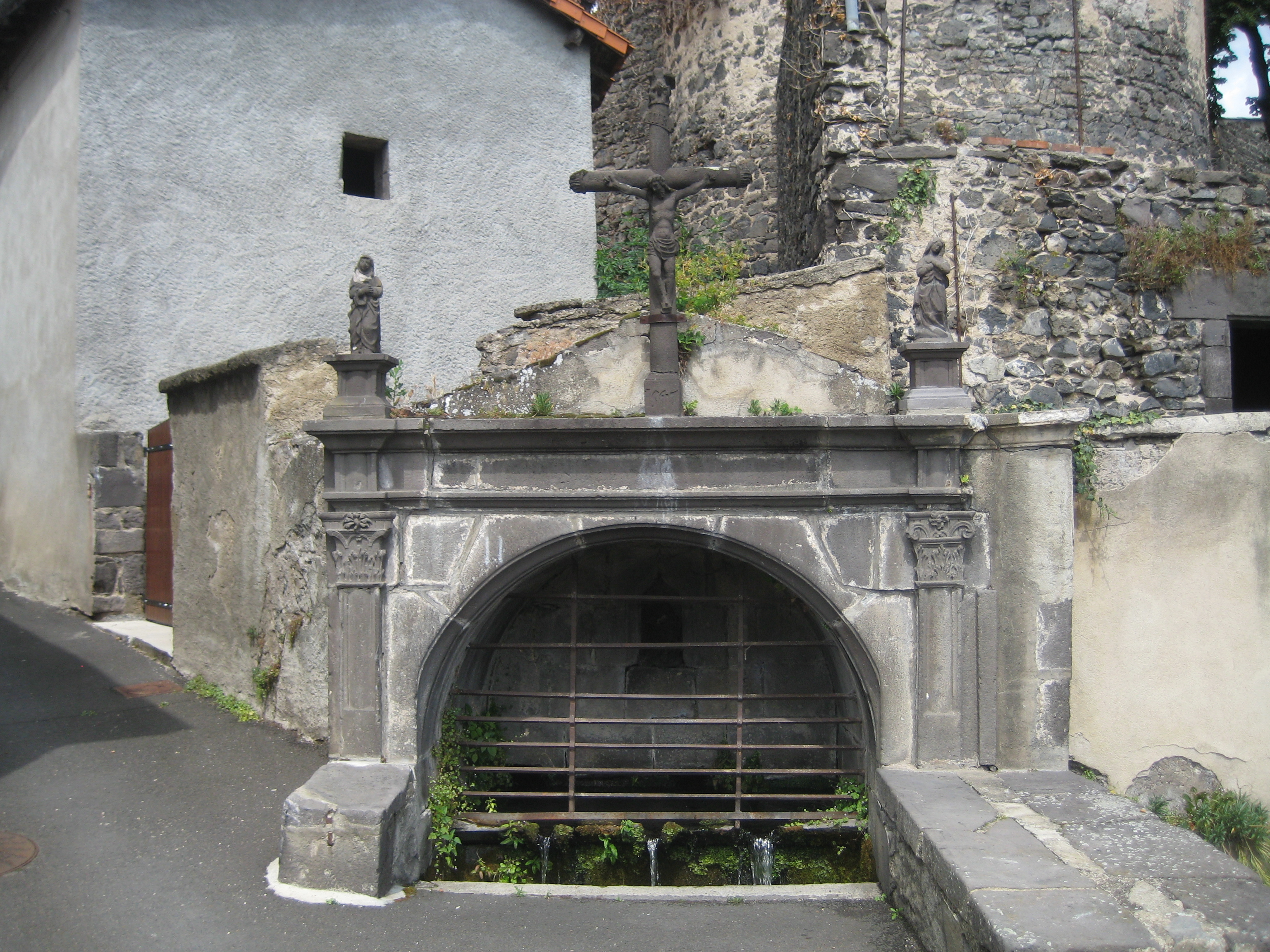
Fontaine de Marsat en 2011.
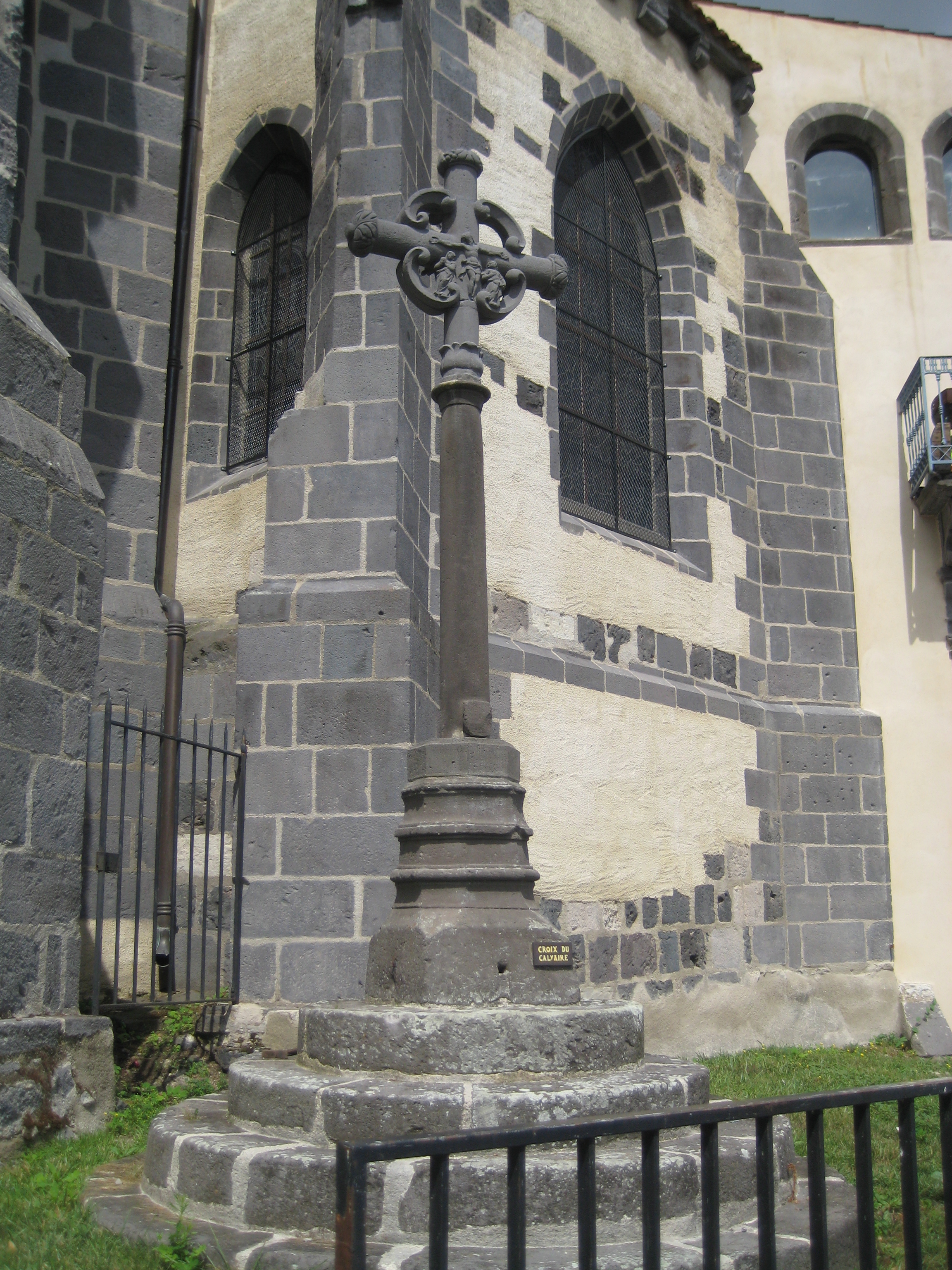
Croix de Marsat en 2011.
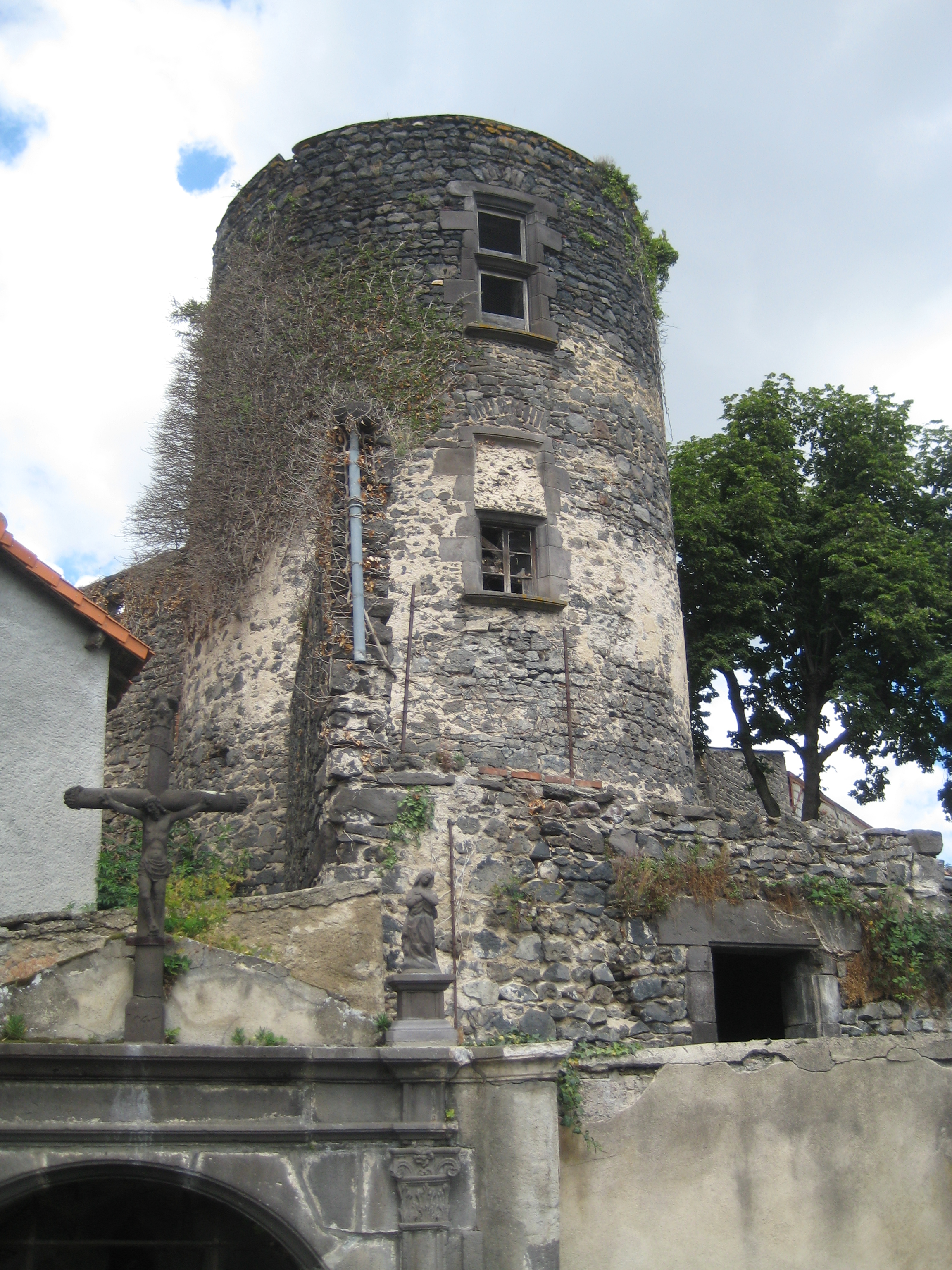
Vieille Tour, vestige du château de Marsat en 2011.

### Pays d'art et d'histoire de Riom
Depuis 2005, la commune de Marsat est labellisée Pays d'art et d'histoire, et forme avec les communes de Chambaron-sur-Morge, Enval, Le Cheix-sur-Morge, Malauzat, Ménétrol, Mozac, Pessat-Villeneuve, Riom, et Saint-Bonnet-près-Riom, le Pays d'art et d'histoire de Riom. En 2022, le territoire du Pays d'art et d'histoire a été étendu à l'ensemble du territoire de la communauté d'agglomération Riom Limagne et Volcans.
Un circuit-découverte permet de découvrir la commune.

### Personnalités liées à la commune

#### Grégoire de Tours
En 550, allant prier à l’oratoire de Marsat il se dit témoin d’une lueur qu’il attribue à « la vertu de la glorieuse Vierge Marie ». Ainsi il écrit :

« On conserve, des reliques de la bienheureuse Vierge Marie dans l’oratoire du village de Marsat, en Auvergne. Je m’y rendis à l’époque de la fête, afin d’y célébrer les vigiles. Comme je me dirigeais vers l’oratoire, par une nuit obscure, je vis de loin se projeter par les fenêtres une vive clarté, telle qu’auraient pu la produire une quantité de lampes et de cierges. Je m’approchais de la porte, pensant que quelques personnes pieuses nous avaient devancé pour dire les vigiles. Je frappe, personne ne répond ; la porte était fermée à clef et tout plongé dans le silence. Qu’ajouterai-je ? J’envoyai vers le gardien chargé de fermer, pour qu’il cherchât la clef et qu’il ouvrit. En l’attendant et pendant que, restés dehors, nous allumions un cierge, la porte s’ouvrit d’elle-même. Nous entrons, et tout à coup la noire fumée de mes pêchés, je suppose, dissipa la clarté que nous admirions du dehors, car elle s’éteignit à l’apparition de notre cierge. Je ne puis m’expliquer cette clarté autrement que par la vertu de la glorieuse Vierge. »

Un vitrail de la cathédrale du Mans (XIIIe siècle) retrace cette scène. C’est au milieu du VIe siècle que Grégoire de Tours, prélat et historien français, en poste à Clermont-Ferrand, écrit dans l’un des premiers chapitres de son livre sur « La Gloire  des Martyrs » :
L’authenticité de ce texte constitue, un document d’une haute valeur historique. On apprend ainsi, qu’au VIe siècle, Grégoire de Tours, établit, dans l’oratoire du village de Marsat, un culte particulier à l’égard de la Mère du Sauveur. Ce témoignage de Grégoire de Tours, fait de cet humble sanctuaire de la Vierge, tout proche de la ville de Riom, l’un des plus anciens sanctuaires connus, voués en France, à Marie.
On notera également que Grégoire de Tours consacre plusieurs de ses ouvrages aux « miracles ». Événements pour lesquels, selon ses écrits, il aurait été lui-même le témoin. Dans tous les cas ses écrits ont une valeur d’authenticité.
Dès lors, cet événement aurait attiré les pèlerins de marque.
La langue de Grégoire de Tours, éloignée du latin classique, a valu de nombreux jugements péjoratifs à son œuvre, jugements qui ont participé jusqu’à très récemment à une méconnaissance générale du haut Moyen Âge et à la vision réductrice d’une période de recul de la civilisation.

#### Louis XI de France
Riom, capitale du duché d’Auvergne, était fidèle au roi de France, Louis XI. C’est pourquoi, Riom est assaillie par les armées de Jean II de Bourbon, duc de Bourbonnais et d’Auvergne, conduites par les ducs de Nemours et d’Armagnac. Princes rebelles, fidèles à Charles le Téméraire, duc de Bourgogne, qui anime contre le roi, une coalition de la noblesse française : « La Ligue du Bien public ».
Ainsi, Riom appelle Louis XI à son secours. Et le 23 juin 1465, le jeune roi installe ses troupes à Mozac et son quartier général à Marsat. À plusieurs reprises il s’agenouille au pied de la statue miraculeuse de la Vierge de Notre-Dame de Marsat où il reste longtemps en prière.
Par d’habiles négociations, le 1er juillet 1465, il signe, à Mosac, un traité avec ses adversaires et la guerre n’a pas lieu.
Heureux que la paix avec les princes soit revenue, Louis XI remercie par une lettre la Vierge qu'il a tant priée et demande que soit dite tous les matins, à Marsat, par un chapelain, une messe perpétuelle. Par ailleurs, il attribue une rente annuelle de 50 livres tournois. Son courrier précisait : « Savoir faisons, que nous réduisons à mémoire la grande et singulière devocion que toujours eue et avons à la glorieuse Vierge Marie et que, en tous noz fais et affaires, nous l’avons toujours très dévotement prié, requise et réclamée, et derrenierement nous estant logez au lieu de Marsac, près de la ville de Riom avons à plusieurs foiz en grande devocion  priée et adhorée l’image de la dite glorieuse Vierge Marie estant en l’église parrochial du dit lieu de Marsac… »
Pendant tout son règne Marsat restera sous sa protection.

#### Autres personnalités
- Raymond Tabournel (1872-1918), professeur d'histoire et directeur de l'École Sainte-Geneviève à Versailles. Son nom est inscrit au Panthéon parmi les 560 écrivains morts au champ d'honneur pendant la Première Guerre mondiale.
- Louis Chartoire, as de la Première Guerre mondiale (1895-1997).
- Jeanne Marie Robertine Murat 1880-1926, décédée au couvent de Marsat. Sœur d'Améie Murat.

### Héraldique
Le blason de la commune de Marsat a été décidé par délibération du conseil municipal le 6 juin 1991 : taillé : au premier de gueules aux trois pals d'hermine, au second de sinople à la pomme d'or soutenue d'une grappe de raisin du même ; à la barre ondée d'argent brochant sur la partition ; sur le tout d'azur à la Vierge en majesté de sable vêtue d'or, tenant sur ses genoux l'Enfant Jésus aussi de sable vêtu d'or.